# Stadtmusik St. Gallen
Die Stadtmusik St. Gallen ist ein sinfonisches Blasorchester der Höchstklasse aus St. Gallen in der Schweiz.

## Geschichte
Das Orchester wurde 1863 als Verein gegründet. Unter dem Direktor Karl Haubold (1888 bis 1923) konnte das Orchester besondere Erfolge verzeichnen, so belegte die Stadtmusik St. Gallen beim Internationalen Musikfest in Paris 1906 den ersten Platz. Unter dem nachfolgenden Direktor Hans Heusser tourte das Orchester nach Venedig, Paris, Wien, Salzburg, München und Brüssel. Von 1947 bis 1963 leitete Josef Signer aus Appenzell die Stadtmusik. Auf ihn folgte Hermann Schröer, der vermehrt auf Unterhaltungsmusik setzte. Von 1977 bis 1984 dirigierte Robert Favre, der zuvor Soloposaunist des Orchesters war. Von 1984 bis 2010 hatte Albert Brunner die musikalische Leitung inne. 2011 wurde Roger Meier aus Kestenholz zum Dirigenten gewählt. Seit 2014 ist Tristan Uth aus Augsburg der musikalische Leiter. Präsident der Stadtmusik St. Gallen war von 1983 bis 2013 Bobby Feurer, neuer Präsident der Stadtmusik ist nun seit 2014 Philipp Egger.

## Auszeichnungen
Resultate bei musikalischen Wettbewerben der letzten 20 Jahre:
- 1986: 9. Rang am eidgenössischen Musikfest Winterthur in der Höchstklasse
- 1989: 1. Rang am kantonalen Musikfest Gossau in der Höchstklasse
- 1991: 10. Rang am eidgenössischen Musikfest Lugano in der Höchstklasse
- 1993: 1. Preis am Blasorchester-Wettbewerb Interlaken
- 1994: 1. Preis am Vorarlberger Landesmusikfest
- 1996: 6. Rang am Eidgenössischen Musikfest in Interlaken in der Höchstklasse
- 1997: 2. Rang am Musikpreis des Kuratoriums Grenchen
- 2000: 1. Preis am CISM-Wettbewerb in Schladming/A
- 2002: 1. Rang am internationalen Wettbewerb Kerkrade/NL
- 2004: 3. Rang am internationalen Blasorchester-Wettbewerb Valencia/E
- 2006: 11. Rang am eidgenössischen Musikfest Luzern in der Höchstklasse
- 2008: 1. Rang am internat. Blasorchester-Wettbewerb «Flicorno d'Oro» Riva del Garda It. in der Cl. Superiore
- 2010: 1. Rang am Kant. Musikfest Goldach SG in der Höchstklasse
- 2015: 1. Rang am Certamen Internacional de Bandas de Musica in Valencia